# Susan Cianciolo
Susan Cianciolo (geboren 1969) ist eine US-amerikanische Modedesignerin und Künstlerin. Sie selbst bezeichnet sich als „Designerin, die auch Kunst macht, und Konzeptkünstlerin, die gelegentlich Kleidung entwirft“. Ihre Arbeit umfasst Mode, Theateraufführungen, Musik- und Videoproduktionen.

## Ausbildung und berufliche Anfänge
Susan Cianciolo wuchs im Vier-Generationen-Haushalt einer italo-amerikanischen Familie in Providence auf. Gegen Ende ihrer Teenagerjahre zog sie nach New York um. 1992 schloss sie ihr Studium an der Parsons School of Design als Bachelor of Fine Arts ab. In ihren ersten Berufsjahren arbeitete sie in einer Reihe von Jobs im New Yorker Kreativbereich. Sie gestaltete Schaufenster bei Bergdorf Goodman, arbeitete als Grafikdesignerin, Illustratorin und für Modemarken wie Geoffrey Been und X-Girl, die Modelinie der Musikerin Kim Gordon.

## Arbeit und Karriere
1995 gründete Susan Cianciolo die Run Collection, eine Linie handgefertigter Kleidung aus Alt-Textilien. Exemplare wurden von Barneys und anderen Einzelhandelshäusern übernommen und in der Vogue vorgestellt. Auf dem Höhepunkt ihres Erfolges als Modedesignerin fand sie jedoch, dass der Druck der Modeindustrie zu immer schnellerem Wechsel in, mit bis zu vier Kollektionen pro Jahr, sie daran hinderte, ihre künstlerischen Ideen weiterzuentwickeln. So beschloss sie 2001, die Run Collection zu beenden. Sie versuchte sich in freieren Formen wie Fanzines und Pop-Ups. 2001 betrieb sie das Run Restaurant in den Alleged Galleries im Meatpacking District von New York. Einen Monat lang verwandelte sich die Galerie in ein eklektisches Restaurant mit handgemachten Dekors und Mahlzeiten, die von der Künstlerin und ihren Freundinnen und Freunden zubereitet wurden. 2006 arbeitete sie mit Cone Denim zusammen, einer traditionsreichen Bekleidungsfabrik in South Carolina. Die Modekollektion The Woman of the Crowd, die dabei entstand, wurde bei zwei Shows in New York und Los Angeles präsentiert. Oft scheiterten spätere Projekte in der Modebranche jedoch wiederum an Forderungen nach hohem Tempo in Verbindung mit einer Genauigkeit, was bei Einzelfertigung von Hand nicht erfüllbar war.
Im Jahr 2014 lernte sie die einflussreiche Galeristin Bridget Donahue kennen, die ihr die Tür für Ausstellungen in renommierten Institutionen wie dem MoMA, dem Whitney Museum und der South London Gallery öffnete. Arbeiten von Susan Cianciolo sind in Bridget Donahues eigener Galerie in New York und in der Galerie 356 Mission in Los Angeles ausgestellt. Bei der Berliner Biennale 2016 war sie an der Modeausstellung Centre for Style beteiligt. 2017 betrieb sie anlässlich der Whitney Biennial im Whitney Museum für drei Tage erneut ein Run Restaurant in Zusammenarbeit mit dem Chefkoch Michael Anthony. Ende 2022 wurden aktuelle Arbeiten von ihr erstmals in Spanien gezeigt: in der Ausstellung mit dem Titel This exhibition is made for a New dawn, New earth and New solar System in San Sebastián.
Susan Cianciolo lebt mit ihrer Tochter, die sie an ihren Arbeiten beteiligt, in Brooklyn (Stand 2020).

## Ausstellungen (Auswahl)
Werke von Susan Cianciolo waren oder sind unter anderem ausgestellt in:
- 2001 Alleged Gallery, New York (Einzelausstellung)[9]
- 2015 Bridget Donahue, New York (Einzelausstellung)[17]
- 2015 MoMA PS1, Long Island City[18]
- 2016 356 S. Mission Road, Los Angeles (Einzelausstellung)[18]
- 2016 Interstate Projects, New York[18]
- 2016 The Swiss Institute, New York[18]
- 2016 White Columns, New York[18]
- 2016 Yale Union, Portland (Einzelausstellung)[18]
- 2017 Bridget Donahue, New York (Einzelausstellung)[17]
- 2017 Frieze Art Fair, New York[18]
- 2017 Modern Art, London (Einzelausstellung)[18]
- 2017 Whitney Museum of American Art, New York[18]
- 2019 Martina Simeti, Mailand (Einzelausstellung)[18]
- 2019 South London Gallery (Einzelausstellung)[18]
- 2020 Bridget Donahue, New York (Einzelausstellung)[17]
- 2022 Galería Cibrián, San Sebastián (Einzelausstellung)[8]